# Bodiosa
Bodiosa is een plaats (freguesia) in de Portugese gemeente Viseu en telt 3110 inwoners (2001).